# Theridion inquinatum continentale
Theridion inquinatum là một phân loài nhện trong họ Theridiidae.
Loài này thuộc chi Theridion. Theridion inquinatum continentale được Embrik Strand miêu tả năm 1907.